# Yiorgos Depollas
Yiorgos Depollas (* 28. května 1947 Athény) je řecký fotograf. Alternativní přepisy jeho jména jsou Giorgos Depollas nebo George Depollas.

## Životopis
Depollas byl jednou z hlavních postav hnutí Nové řecké fotografie, které v 80. a 90. letech 20. století podporovalo kreativní fotografii v Řecku, a zůstává velmi vlivnou osobností. Kreativní i profesionální fotografii se věnuje od roku 1975 a vystavoval v Řecku i v zahraničí, včetně Británie, Francie, Itálie, Německa a USA. Byl jedním z pěti zakladatelů Fotografického centra v Aténách (PCA) v roce 1979. PCA byla první řecká instituce věnující se kreativní fotografii a jako taková klíčová pro fotografy příštích generací.

## Chronologie
V letech 1966–1969 studoval filmovou školu ve Stavrakosu (Hellenic Cinema and Television School Stavrakos-H.C.T.S.S). V roce 1974 se stal asistentem režie ve filmu a televizi.
- 1975 dodnes – Založil Image Studio, které se specializuje na reklamní a cestovní fotografii.
- 1979–2005 – spoluzakladatel Fotografického centra v Aténách.
- 1981 – generální tajemník Řecké unie komerční a kreativní fotografie.
- 1983–dodnes – spoluzakladatel nakladatelství FOTORAMA.
- 1984–dodnes – Vyučuje fotografii na grafické škole VAKALO.
- 2003 dodnes – Založil fotografickou banku cestovatelské fotografie s názvem fotoview.

## Knihy

### Kreativní fotografie
- YIORGOS DEPOLLAS Photographs 1975 - 1995 ISBN 960-12-0512-8 (řecky, anglicky, francouzsky), UNIVERSITY STUDIO PRESS.
- ON THE BEACH. ISBN 960-7524-13-6 (řecky, anglicky), FOTORAMA.
- 13 STRANGE DEATHS. ISBN 960-7524-10-1 (řecky, anglicky), FOTORAMA.
- INLOOK George DePolla, (collectors edition).
- ASYLUM. ISBN 978-960-7524-23-2 (řecky, anglicky), FOTORAMA.

### Cestovatelská fotografie
- AEGEAN VOYAGE. ISBN 960-7524-02-0, FOTORAMA.
- REISE IN DIE ÄGÄIS. ISBN 960-7524-03-9, FOTORAMA.
- A GREEK JOURNEY. ISBN 960-7524-06-3 (řecky, anglicky), FOTORAMA.
- RETURN TO ARCADIA. ISBN 960-7524-07-1 (řecky, anglicky), FOTORAMA.
- GREECE - Wandering through time. ISBN 960-7524-12-8 (řecky, anglicky), FOTORAMA.
- ICARIA. ISBN 960-7524-18-7 (řecky, anglicky), FOTORAMA.

## Ocenění
- 1984 PRIX PHOTO’ 84 - Air France.
- 1995 Cena za nejlepší výstavu (sdílená s Gianni Berengo Gardin) 9th Foto Synkyria, Thessaloniki (Řecko).
- 2003 Ocenění ΜYLOS 2003 za nejlepší řeckou fotografickou knihu roku za monografii On the beach (Na pláži), Kythera Photographic Encounters.